# 古神翼龍
古神翼龍屬又譯塔佩雅拉翼龍，屬名在圖皮語系裡意為「古老的主宰」，是種生存於白堊紀巴西的翼龍類。古神翼龍在體型上呈多樣性，有些物種翼展長6公尺。每個物種有不同大小、形狀的冠飾，可能作為與其他古神翼龍的信號與展示物，如同大嘴鳥用牠們鮮豔的鳥喙傳達信號給彼此。
模式種是沃氏古神翼龍，其冠飾是由口鼻部上的半圓冠飾，以及頭部後方延伸出來的骨質分岔，兩者所構成。

## 分類與種

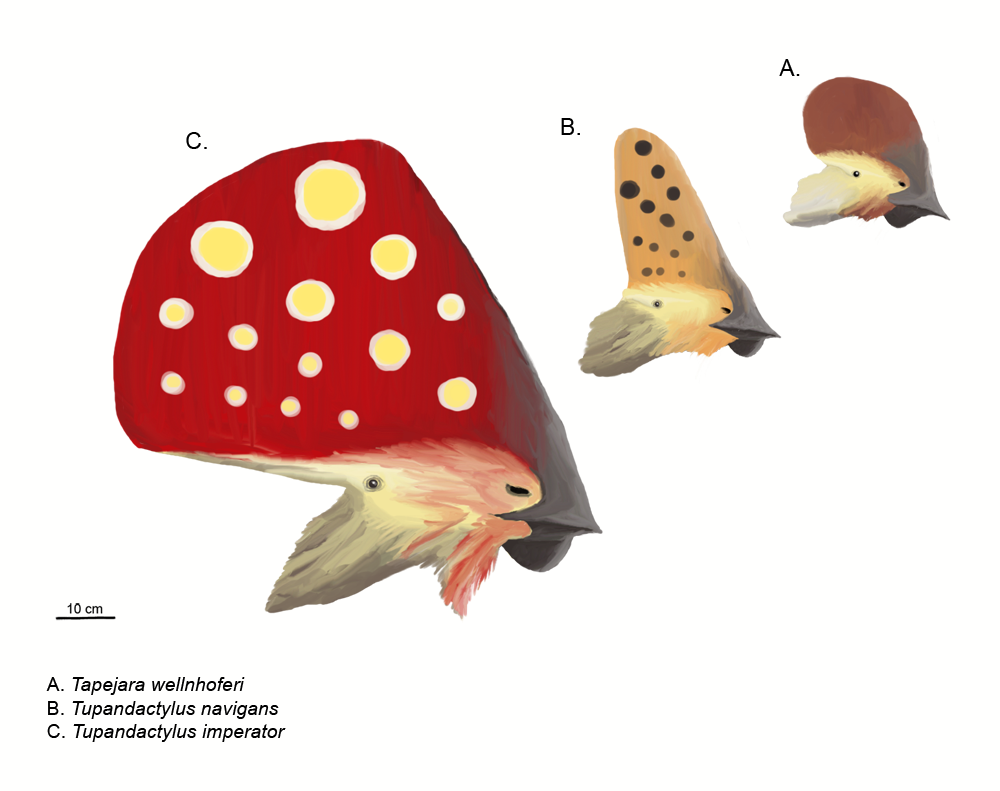
沃氏古神翼龍（右上）與兩種雷神翼龍的頭部復原圖

古神翼龍目前只有一個有效種，即模式種沃氏古神翼龍（T. wellnhoferi）。在歷來被歸類為古神翼龍屬的三個物種中，沃氏古神翼龍是體型最小，也是最早被發表者，沒有發現過冠飾的軟組織。
其餘的兩個物種目前都被認為屬於雷神翼龍屬，分別是皇帝古神翼龍（Tapejara imperator），體型最大，頭骨前後連接者兩個骨質分岔，可能用於支撐大型的角質頭冠，以及帆冠古神翼龍（Tapejara navigans），體型居中，頭冠類似皇帝古神翼龍，但形狀較狹窄、呈船帆狀，而且缺乏頭後方的骨質分岔。
在2007年，數名科學家認為古神翼龍的三個種具有不同的特徵，足以成立個別的屬。Kellner與Campos認為只有皇帝古神翼龍可以建立新屬，因此在2007年建立了雷神翼龍同年，大衛·安文（David Unwin）與D. M. Martill認為皇帝古神翼龍、T. navigans是相同物種，因此分別建立為Ingridia imperator、Ingridia navigans。Kellner與Campos的雷神翼龍研究，比安文與Martill的Ingridia研究早了數個月公佈。由於兩組人員都使用imperator作為模式種，因此Ingridia成為雷神翼龍的次客觀異名。皇帝古神翼龍被改名為雷神翼龍，但T. navigans仍需要建立新的屬名。
在2011年，另一群科學家將T. navigans改歸類為雷神翼龍的第二個種。

## 古生物學
在2011年，科學家比較翼龍類、現代鳥類與爬行動物的鞏膜環大小，提出古神翼龍可能屬於無定時活躍性的動物，覓食、移動行為跟白天黑夜沒有正相關，只休息短暫時間。

## 大眾文化
Tapejara navigans出現在BBC《與恐龍共舞》（Walking with Dinosaurs）電視節目，假設牠們在巴西度過繁殖季節。有趣的是，Tapejara navigans出現在1999年的電視節目，但在2003年才被正式命名，該物種後來被命名為新種雷神翼龍。

## 外部連結
- Joe Tucciarone所繪想像圖 （页面存档备份，存于）